# Старое Полхово
Ста́рое Полхово — деревня в Судогодском районе Владимирской области России, входит в состав Лавровского сельского поселения.

## География
Деревня находится на возвышенности к северу над долиной реки Яды, которая несколько юго-западнее впадает в Судогду. Старое Полхово — ближайший пригород Судогды, деревня непосредственно примыкает к микрорайону Новая Фабрика, раскинувшемуся южнее, на берегах реки Яды. Северо-восточнее расположена деревня Новое Полхово. На западе — болотистая пойма Судогды с несколькими дренажными каналами. На северо-западе и севере произрастают преимущественно сосновые леса, в болотах у реки и на более сухой возвышенности (максимальная высота — 125,1 м) соответственно. Среди лесов — урочище Мельница и ныне нежилая деревня Демидово.

## История
Возможно, деревня уже существовала в XVIII веке — поселение с названием Волхово присутствует на карте Владимирского наместничества авторства А. М. Вильбрехта из атласа 1792 года. На Специальной карте западной части Российской империи Ф. Ф. Шуберта 1826—1840 годов Полхова — деревня размером 5-20 дворов. На карте Владимирской губернии А. И. Менде (1850 год) есть уже два отдельных населённых пункта — деревни Старая Полхова и Новая Полхова.
В Судогодском уезде деревня Старое Полхово относилась к 1-му стану, становая квартира которого располагалась в уездном городе, после крестьянской реформы — к Бережковской волости (с центром в деревне Бережки), в эпоху раннего СССР — входила в Загорский сельсовет (с центром в расположенной недалеко деревне Загорье) Судогодской волости Владимирского уезда. По сведениям 1859 года во владельческой деревне «при колодцах» числилось 8 дворов, в 1905 году — 13 дворов, в 1926 году (в материалах переписи указана как Старое Плохово) — 27 дворов.

## Население
| 1859 | 1905 | 1926 | 2002 | 2010 | 2021 |
| ---- | ---- | ---- | ---- | ---- | ---- |
| 55   | ↗67  | ↗119 | ↘82  | ↗86  | ↗140 |

В конце 1970-х годов население деревни составляло до 180 человек.
Согласно переписи 2002 года, в деревне проживало 39 мужчин и 43 женщины, 99 % населения составляли русские.
По данным переписи 2010 года, в деревне проживают 45 мужчин и 41 женщина, живут русские (не менее 75-80 %), украинцы, национальность ряда жителей не была указана в ходе переписи.

## Улицы
- Восточная
- Зелёная
- Солнечная
- Судогодская
- Фабричная
- Центральная[17]

## Инфраструктура
- В 2013 году предполагалась газификация деревни — строительство газопровода высокого давления и распределительных сетей[18].